# Alex Jacobowitz
Alex Jacobowitz (né le 19 mai 1960 à New York) est un virtuose de solo xylophone et aussi marimbiste, qui depuis 1994 s'est spécialisé dans la musique classique et la musique juive traditionnelle Klezmer en Europe.

## Discographie
- Marimba!, depuis 1986 en cassette, depuis 1992 en CD
- Aria, CD, 1995
- The Art of Touching Wood, CD, 1996
- Spanish Rosewood, CD, 1996
- Etz Chaim (Arbre de la vie), CD, 1997
- The Art of Xylos, CD, Sony-BMG, 2002
- J.S. Bach - Fantasy, CD, 2007
- Feast of Xylophory, Laurel Records, CD 2014
- Hoffman's Doina, avec Brave Old World, CD 2019

## Livre
- Ein klassischer Klezmer. Reisegeschichten eines jüdischen Musikers , Alex Jacobowitz.  Tree of Life Productions, Munich, Lucerne, 2e édition 2002  (ISBN 978-3-00-003226-4)

## Documentaires
- Sounds to Heaven (צלילים לאלוהים) - mise en scène Idit Gideoni, 1991, Israël
- Spielmänner - Bayerischer Rundfunk, 1995, Allemagne
- Denk ich an Deutschland...: Ein Fremder. - mise en scène Peter Lilienthal, 2001, Allemagne
- Magic Marimbas - Reg. Eveline Hempel, 2003, Allemagne
- Klezmer on Fish Street - mise en scène Yale Strom, 2004, USA
- Auf jüdischem Parkett - mise en scène Esther Slevogt et Arielle Artsztein, Allemagne, 2005
- Klezmer in Germany - mise en scène Krzystof Zanussi et Caroline Goldie, Allemagne et Gross Bretagne, 2007
- Married to the Marimba - mise en scène Alan Rosenthal, Israël, 2012
- Held der Strasse - mise en scène Dr. Sigrid Faltin, Allemagne, 2012